# Ectobius finoti
Ectobius finoti är en kackerlacksart som beskrevs av Lucien Chopard 1943. Ectobius finoti ingår i släktet Ectobius och familjen småkackerlackor.
Artens utbredningsområde är Algeriet. Inga underarter finns listade i Catalogue of Life.